# محمد قنديل
محمد قنديل (11 مارس 1929 - 9 يونيو 2004)، مغني مصري، من أشهر أغانيه أغنية «جميل وأسمر». كما غنى أيضاً «سماح»، «يا حلو صبح». كما غنى «يا رايحين الغورية»، و«بين شطين وميّه»، وكلاهما من تأليف محمد علي أحمد، وتلحين كمال الطويل.

## نشأته
ولد محمد قنديل في شبرا بالقاهرة. الاسم الحقيقي قنديل محمد حسن. كان أبوه موسيقياً من هواة العزف على العود والقانون، وزوج عمته هو الموسيقار المطرب عبد اللطيف عمر. تلقى تعليمه بمدارس شبرا والتحق بمعهد الموسيقى الشرقية
احترف الغناء منذ أن كان مطرباً صغيراً بملهى ليلي بإمبابة، وكانت أول أغنياته للإذاعة المصرية عام 1946 وهي «يا ميت لطافة يا تمر حنة». قدّم للإذاعة أكثر من خمسة وأربعين عاما من فن الغناء العربي وتراثه بين الأغنية الشعبية والموال والدور والموشح والأغنية السينمائية والأغاني الوطنية والصور الغنائية في الإذاعتين المرئية والمسموعة.

## من أغانيه
- سماح
- جميل وأسمر
- سحب رمشه ورد الباب
- أبو سمرة السكرة
- إن شا الله ما اعدمك
- مالي بيه
- يا رايحين الغورية
- أهل إسكندرية
- تلات سلامات
- يا حلو صبح
- بين شطين وميه
- زي البحر غرامك

## صورة غنائية للإذاعة
- السوق
- العباسة
- الموكب
- الصديق
- أم شناف
- العين والعافية
- المدمس

## أفلامه
- عبيد المال
- عرق جبيني
- عزيزة
- شاطئ الأسرار
- في صحتك 1955
- صراع في النيل
- رجل في حياتي
- عندما نحب 1967